# Toutoubré
Toutoubré est une localité du centre-est de la Côte d'Ivoire et appartenant au département de Gagnoa, dans la région du Gôh (ex-Fromager). La localité de Toutoubré est un chef-lieu de commune.

## Sports
La localité dispose d'un club de football, le Toutoubré FC, qui évolue en Championnat de Division Régionale, équivalent d'une « 4e division » .